# 大窑 (饮料品牌)

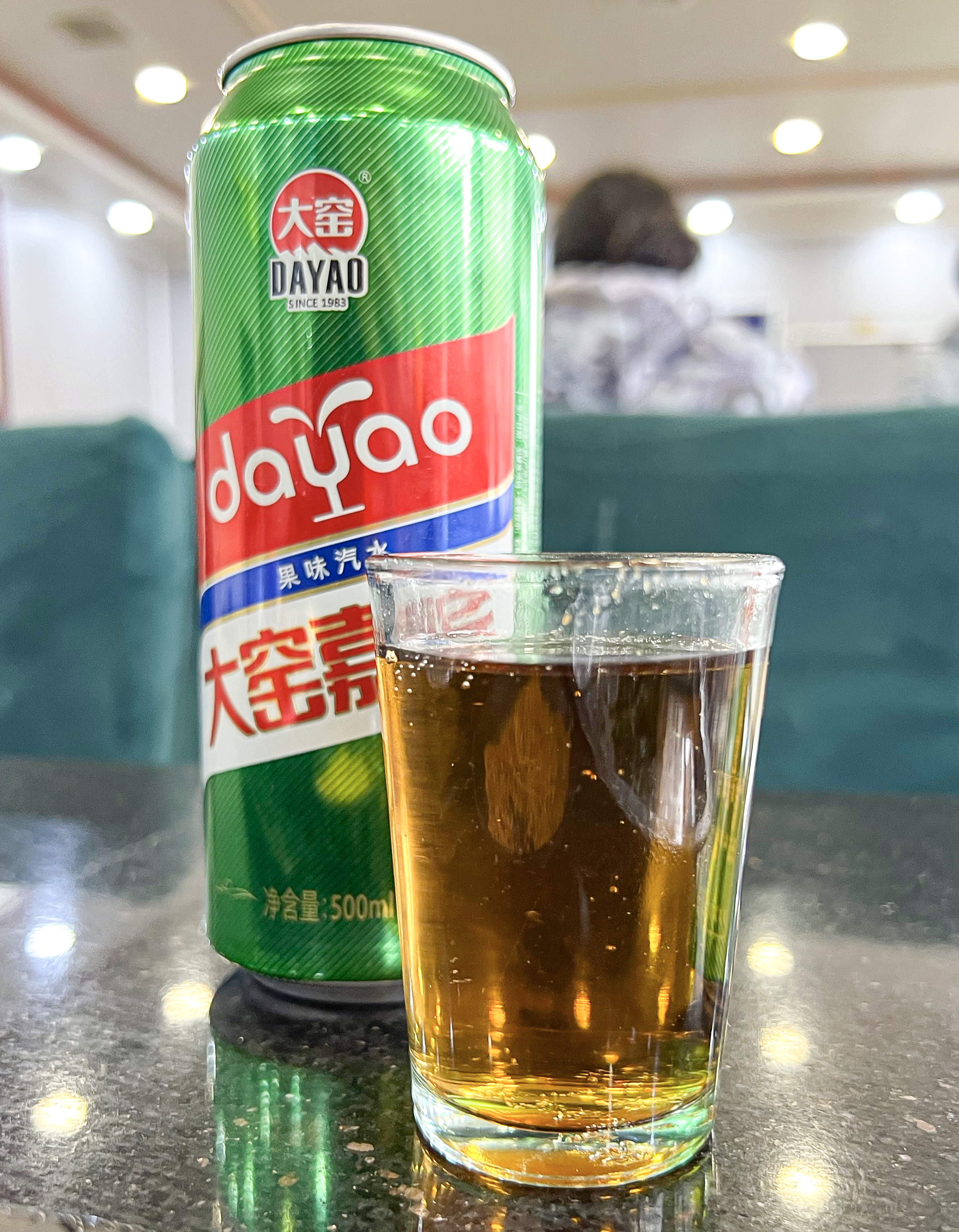
罐装大窑嘉宾

大窑是中国大陆的一个饮料品牌，由内蒙古大窑饮品有限责任公司持有。

## 简介
“大窑”的名称来源于内蒙古呼和浩特的大窑文化遗址。大窑饮品的前身为1983年成立的呼和浩特市八一饮料厂，原本只是地方国营饮料厂。2004年左右，八一饮料厂被王庆东持有的公司收购，并于2006年更名为大窑食品厂。2021年，大窑和广告营销公司华与华合作，推出了“大汽水，喝大窑”广告语，2022年更聘请演员吴京为品牌代言人；同时大窑也以低价策略打入下沉市场。凭借一系列营销手段，大窑在中国大陆各地迅速站稳脚跟，并借此在中国多地建厂。对于大窑采取低价策略还能给出巨大利润空间，有分析指大窑在有意识地最大化控制成本，如不添加果汁、使用糖精代替部分白砂糖、以玻璃啤酒瓶代替铝制易拉罐等（后来也推出了易拉罐装饮料）。
2025年1月，有媒体报道称大窑拟赴香港上市，对此大窑暂无公开回应。

## 产品
目前大窑以汽水产品为主，包括大窑嘉宾（香槟味汽水）、大窑橙诺（橙子味汽水）、大窑荔爱（荔枝味汽水）等，也有果茶、矿泉水等产品。

## 负面事件
2022年9月，有消费者在未开封大窑饮品中发现塑料包装纸。大窑方面表示，出现这样的问题是“有概率的”，经销商正在与消费者就赔偿问题沟通中。
另外，也有媒体报道称大窑玻璃瓶出现爆炸并导致消费者受伤的事故。